# Ellisella acacesia
Ellisella acacesia is een zachte koraalsoort uit de familie Ellisellidae. De koraalsoort komt uit het geslacht Ellisella. Ellisella acacesia werd in 1999 voor het eerst wetenschappelijk beschreven door Grasshoff. 